# Vuelo 182 de Air India
El vuelo 182 de Air India era un vuelo internacional que operaba la ruta Montreal - Londres - Nueva Delhi - Bombay el 23 de junio de 1985. El vuelo era realizado por un Boeing 747 llamado Emperador Kanishka que luego de despegar del Aeropuerto Internacional de Montreal explotó en el espacio aéreo de Irlanda a una altitud de 9.400 metros y cayó al Océano Atlántico. 329 personas murieron, incluidos 280 ciudadanos canadienses y 22 de nacionalidad india. La explosión y caída del avión estuvo relacionada con el atentado con bomba del Aeropuerto de Narita en Japón, el mismo día, donde fallecieron 2 personas y 4 resultaron heridas en tierra (en este caso la bomba iba destinada a otro vuelo de Air India).
La investigación y enjuiciamiento de los responsables de este atentado tardaron casi 20 años y fue el juicio más caro en la historia de Canadá. Sólo una persona se declaró culpable por su participación en el hecho luego de declararse culpable por homicidio el año 2003. El Gobernador General de Canadá en el Consejo, John Major, sacó un informe completo del hecho el 17 de junio de 2010, en el cual se tuvo constancia de una serie de errores cometidos por el Gobierno de Canadá, la Real Policía Montada de Canadá (RCMP) y el Servicio de Inteligencia y Seguridad de Canadá (CSIS), que no habían impedido la realización del atentado.
Es el mayor desastre aéreo en la historia de Irlanda y el mayor siniestro en un vuelo transatlántico. Fue el segundo desastre aéreo más grave de 1985, después del Vuelo 123 de Japan Airlines y fue el atentado terrorista más mortífero en la historia de la aviación hasta los atentados del 11 de septiembre de 2001. A día de hoy sigue siendo el atentado más mortífero provocado a un solo avión.

## Planes del atentado

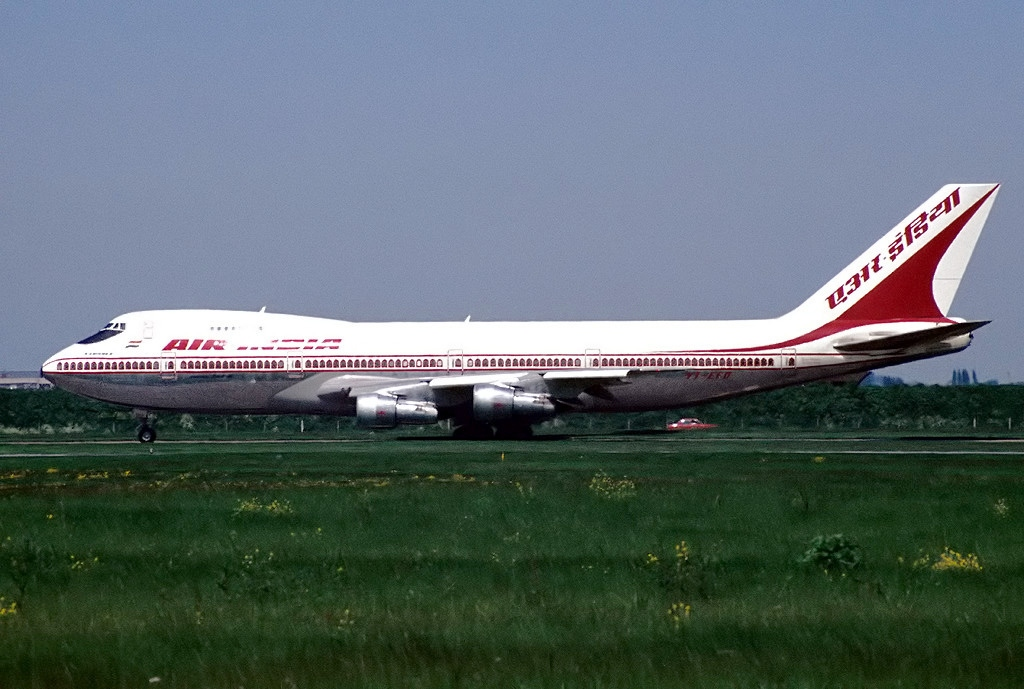
VT-EFO, la aeronave involucrada, fotografiada en mayo de 1985.

El Boeing 747 Emperador Kanishka de 7 años fue entregado a Air India el 26 de junio de 1978 y voló de Toronto a Montreal como AI 181 y desde Montreal a Bombay vía Londres y Nueva Delhi como AI 182.
- 20 de junio de 1985: a la 1:00 a. m. un hombre que se hace llamar Sr. Singh formuló reservas para dos vuelos el 22 de junio: una para Jaswant Singh, desde Vancouver a Toronto en el vuelo 086 de Canadian Pacific Airlines, y otra para Mohinderbel Singh, desde Vancouver a Tokio en el vuelo 003 de Canadian Pacific Airlines y conectarse en el vuelo 301 de Air India a Bangkok. Pidió además que fueran anotados en lista de espera en los vuelos 181 y 182 de Air India luego de realizar el cambio de la reserva de Jaswant Singh del vuelo 086 al vuelo 060 de Canadian Pacific Airlines, desde Vancouver a Toronto. Los nombres de las reservas fueron cambiados: Jaswant Singh se convirtió en M. Singh y Mohinderbel Singh en L. Singh cuando otra persona se presenta a pagar $3.005 en efectivo por los billetes en la taquilla de Canadian Pacific Airlines en Vancouver.
- 22 de junio de 1985: a la 1:30 p. m. un hombre que se hace llamar Manjit Singh fue llamado para confirmar sus reservas sobre los vuelos 181 y 182 de Air India. Le dijeron que éstas todavía siguen en lista de espera y le ofrecieron arreglos financieros alternativos, que finalmente declinó.

## Cronograma del atentado
22 de junio de 1985
- 3:30 p. m.: Singh se había registrado en el Aeropuerto Internacional de Vancouver para el vuelo 060 de Canadian Pacific Airlines a Toronto y se le asignó el asiento 10B. Pidió que su maleta, una Samsonite marrón oscura, fuera transferida al vuelo 181 de Air India y después al vuelo 182. Una empleada de la aerolínea rechazó al comienzo su solicitud, ya que su escala de Toronto a Montreal y Montreal a Bombay seguía sin confirmar, pero más tarde accedió.
- 4:18 p. m.: el vuelo 060 de Canadian Pacific Airlines salió al Aeropuerto Internacional Toronto Pearson sin el Sr. Singh a bordo.
- 8:22 p. m.: el vuelo 060 de Canadian Pacific Airlines llegó al Aeropuerto Internacional Toronto Pearson con 12 minutos de retraso. Algunos de los pasajeros y su respectivo equipaje (incluida la maleta del Sr. Singh) fueron trasladados al vuelo 181 de Air India.

23 de junio de 1985
- 12:15 a. m.: el vuelo 181 de Air India salió del Aeropuerto Internacional Toronto Pearson al Aeropuerto Internacional de Montreal con una hora y 40 minutos de retraso.
- 1:00 a. m.: el vuelo 181 llegó al Aeropuerto Internacional de Montreal, pasando a convertirse en el vuelo 182 de Air India. Más tarde el vuelo 182 de Air India salió al Aeropuerto Internacional Heathrow de Londres, en ruta a Nueva Delhi y Bombay. 329 personas se encontraban a bordo entre pasajeros y tripulación. A cargo del vuelo estaban el capitán Hanse Singh Narendra, el primer oficial, capitán Satwinder Singh Bhinder, y el ingeniero de vuelo Dara Dumasia. La mayoría de los pasajeros viajaba a visitar a familiares y amigos.
- 7:14 a. m.: el vuelo 182 desapareció del radar y el avión comenzó a desintegrarse en el aire. Ninguna llamada de emergencia fue recibida por el Control de Tráfico Aéreo del Aeropuerto Internacional Shannon, en Shannon, Irlanda. Tráfico Aéreo pidió aviones en la zona para intentar ponerse en contacto con el vuelo 182 de Air India sin resultado positivo.
- 7:30 a. m.: Tráfico Aéreo declaró la emergencia y pidió buques de carga y el buque del Servicio Naval Irlandés (INS) Le Aisling en busca del avión. Una bomba en un receptor de radio Sanyo que estaba dentro de una maleta estalló mientras el avión se encontraba a 9.400 metros de altitud, causando la descompresión rápida y posterior desintegración en vuelo del avión. Los restos fueron hallados en aguas profundas de 1900 metros de la costa irlandesa al suroeste, 190 km fuera de la costa del Condado de Cork.
- 8:25 a. m.: otra bomba estalló en el Aeropuerto de Narita, Japón, matando a dos controladores de equipaje y dejando heridas a cuatro personas en tierra. La maleta que llevaba esta bomba iba a ser embarcada en el vuelo 301 de Air India que salía hacia Bangkok.

## Recuperación de los restos del avión y de cadáveres
A las 9:13 a. m. el buque de carga Laurenciana Forest halló los restos del avión y muchos cadáveres flotando en el agua.
La bomba mató a 307 pasajeros y 22 tripulantes de cabina a bordo del avión. Informes médicos forenses ilustran gráficamente los resultados del examen médico de los pasajeros y la tripulación. De las 329 personas a bordo, 131 cuerpos fueron recuperados y 198 desaparecieron en el mar. Ocho cuerpos muestran lesiones de patrón mangual, indicando que salieron del avión antes de alcanzar el agua. Esto, al mismo tiempo, fue una señal de que el avión estalló en pleno vuelo. Seis cadáveres mostraron signos de hipoxia, 25 mostraron signos de descompresión explosiva, 23 cadáveres tenían signos de lesiones de fuerza vertical y 21 pasajeros fueron hallados con poca ropa o desnudos.
Un funcionario dice en el informe que las víctimas sufrieron heridas múltiples. Dos de los fallecidos, un niño y un bebé, murieron asfixiados y otras tres víctimas se ahogaron.
El buque localizador Guardline del Reino Unido, con equipo de sonar a bordo, y el buque francés con puesta de cable Thévenin de Léon, con su robot submarino Scarab, fueron enviados para localizar la grabadora de datos de vuelo (FDR) y la grabadora de voz de cabina (CVR). La búsqueda de la grabadora de voz se inició rápidamente. Antes del 4 de julio el equipo de localizador del Guardline detectó señales sobre el fondo marino y el 9 de julio la grabadora de voz fue detectada por el pin y sacada a la superficie por el Scarab. Al día siguiente la grabadora de datos fue localizada y recuperada.

## Sospechosos
Los principales sospechosos del atentado eran los miembros de un grupo sikh separatista llamado Babbar Khalsa (visto en Europa y Estados Unidos como grupo terrorista peligroso) y otros grupos relacionados que estaban implicados en una revuelta a favor de la creación de un estado sikh independiente llamado Khalistán en Panyab, India.
- Talwinder Singh Parmar: ciudadano canadiense nacido en Panyab. Residía en la Columbia Británica y fue un oficial de alto rango en el Babbar Khalsa. Tres meses antes del atentado, su teléfono estaba siendo intervenido por el CSIS. Fue asesinado por la policía de Panyab en 1992 mientras estaba en custodia.
- Inderjit Singh Reyat: vivía en Duncan, isla de Vancouver, y trabajaba como mecánico automotriz y electricista.
- Ripudaman Singh Malik: fue un hombre de negocios de Vancouver que contribuyó a financiar una caja de ahorro y crédito y varias escuelas de Khalsa. Fue absuelto recientemente de cualquier participación en los atentados.
- Ajaib Singh Bagri: trabajaba en un molino en Kamloops. Junto con Ripudaman Singh Malik, fue absuelto de todas las acusaciones en su contra en 2007.
- Surjan Singh Gill: vivía en Vancouver como el autoproclamado Cónsul General de Khalistán. Más tarde huyó de Canadá y se cree que vive en la clandestinidad en Londres.
- Hardial Singh Johal: seguidor de Talwinder Singh Parmar, murió de causas naturales el 15 de noviembre de 2002, a los 55 años. Se dice que almacenó las maletas con bombas en el sótano de una escuela de Vancouver, pero nunca fue imputado en el caso.
- Manmohan Singh: seguidor de Talwinder Singh Parmar, igual que Hardial Singh Johal, estuvo en los santuarios donde predicó.
- Daljit Sandhu: fue identificado por un testigo de la Corona como el hombre que recogió los billetes de vuelo para el atentado. Durante el juicio en su contra la Corona puso un vídeo que data de enero de 1989, en el cual Sandhu felicitaba a las familias de los asesinos de la primera ministra Indira Gandhi en 1984. Fue absuelto de sus cargos el 16 de marzo de 1989.
- Lakhbir Singh Brar Rode: el líder de la organización separatista sikh International Sikh Youth Federation. Una presunta confesión de Parmar lo nombra como el autor intelectual del atentado, pero los detalles no concuerdan con otras pruebas disponibles.

El 6 de noviembre de 1985 la RCMP irrumpió en las casas de Talwinder Singh Parmar, Inderjit Singh Reyat, Surjan Singh Gill, Hardial Singh Johal y Manmohan Singh.
En septiembre de 2007, la Comisión investigó informes, inicialmente divulgados en el semanario Tehelka, de que una persona hasta ahora desconocida, Lakhbir Singh Brar Rode, planeó las explosiones. Este informe parece ser incompatible con otras pruebas que se conocen de la RCMP.

## Nacionalidades de los fallecidos
Las nacionalidades de los 307 pasajeros y 22 miembros de la tripulación incluyeron 19 países diferentes:
| Nacionalidad   | Pasajeros | Tripulación | Total |
| -------------- | --------- | ----------- | ----- |
| Canadá         | 237       | 0           | 237   |
| Reino Unido    | 27        | 0           | 27    |
| India          | 4         | 22          | 26    |
| Estados Unidos | 10        | 0           | 10    |
| Total          | 307       | 22          | 329   |

## Investigaciones
En las siguientes investigaciones muchos hilos de la trama salieron a la luz pública.
- El atentado fue el proyecto en conjunto de al menos dos grupos terroristas sikh que operaban en Canadá, Estados Unidos, Inglaterra y la India. Su ira había sido provocada por un ataque contra el Templo Dorado, el santuario sikh más sagrado en Amritsar en junio de 1984.
- Dos hombres, identificados por sus billetes como M. Singh y L. Singh, registraron sus bombas en el Aeropuerto Internacional de Vancouver con pocas horas de diferencia el 22 de junio de 1985. Ninguno de los dos abordó sus respectivos vuelos.
- La maleta de M. Singh explotó a bordo del vuelo 182 de Air India.
- La otra maleta, de L. Singh, viajó en el vuelo 003 de Canadian Pacific Airlines de Vancouver a Tokio. Su objetivo era el vuelo 301 de Air India, que saldría al Aeropuerto Internacional Bangkok - Don Mueang de Bangkok con 177 personas a bordo. Explotó en el Aeropuerto de Narita, en el momento de ser llevada al compartimiento de carga del avión; fallecieron dos controladores de equipaje y otras cuatro personas resultaron heridas en este hecho.
- Las identidades de estos hombres siguen siendo desconocidas.
- Un testigo clave, conocido como "el tercer hombre" o "el hombre desconocido", fue visto por los agentes del CSIS que seguían a Talwinder Singh Parmar el 4 de junio de 1985. Descrito como un hombre joven, viajó en ferry con Parmar desde Vancouver a Duncan en la isla de Vancouver, donde participaron en una explosión experimental de un dispositivo creado por Inderjit Singh Reyat. El tercer hombre también ha sido relacionado con los viajes realizados bajo el nombre de L. Singh o Lal Singh.

## Cargos y condenas
El 10 de mayo de 1991, luego de un prolongado procedimiento de extradición a Canadá, Inderjit Singh Reyat fue declarado culpable de dos cargos de homicidio y cuatro relacionados con el bombardeo del Aeropuerto de Narita. Fue sentenciado a 10 años de cárcel.
Quince años después del atentado, el 27 de octubre de 2000, la RCMP arrestó a Ripudaman Singh Malik y Ajaib Singh Bagri. Fueron acusados de 329 cargos de homicidio en primer grado por las muertes de las personas a bordo del vuelo 182 de Air India, conspiración para cometer homicidio, intento de homicidio de los pasajeros y la tripulación del vuelo 003 de Canadian Pacific Airlines en el Aeropuerto de Narita (hoy Aeropuerto Internacional de Narita) y dos cargos de homicidio por la muerte de los controladores de equipaje del aeropuerto.
El 6 de junio de 2001 la RCMP arrestó a Inderjit Singh Reyat por homicidio, intento de homicidio y conspiración en el atentado del vuelo 182 de Air India. Dos años después, el 10 de febrero de 2003, Reyat fue declarado culpable de un cargo de homicidio y uno por ayudar en la construcción de una bomba. Fue condenado a cinco años de prisión. El juicio se llevó a cabo entre abril de 2003 y diciembre de 2004.
Con un costo de 7,2 millones de dólares, la sala de audiencias de máxima seguridad fue construida especialmente en los tribunales de Vancouver.
El 16 de marzo de 2005, Ripudaman Singh Malik y Ajaib Singh Bagri fueron absueltos de todos los cargos imputados, ya que la evidencia en su contra era insuficiente.
En una carta a la Fiscalía General de la Columbia Británica, Ripudaman Singh Malik exigió una indemnización del Gobierno de Canadá por el enjuiciamiento ilícito en su arresto y juicio. Malik debe al Gobierno 6,4 millones de dólares y Ajaib Singh Bagri 9,7 millones de dólares, por honorarios legales.
En julio de 2007, el semanario Tehelka informó que habían surgido nuevas pruebas de una confesión hecha por el militante del Babbar Khalsa Talwinder Singh Parmar, días antes de su asesinato por la policía de Panyab, el 15 de octubre de 1992. Con respecto al presente artículo, esta evidencia había sido recopilada por la Organización de Derechos Humanos de Panyab (PHRO), un grupo que había llevado a cabo entrevistas a asociados a Parmar durante más de siete años. Posteriormente una traducción de la confesión fue presentada a la Comisión de Encuesta, el 24 de septiembre. La confesión había sido presentada como prueba sísmica, debido a que había elementos que ya se investigaron por la RCMP y algunos detalles resultaron ser falsos.
La confesión había identificado al "tercer hombre" como Lakhbir Singh Brar Rode, destacado militante sikh y sobrino de Jarnail Singh Bhindranwale. El inspector Lorne Schwartz dijo que la RCMP había entrevistado a Lakhbir en Pakistán el año 2001. Al mismo tiempo había señalado participar en el atentado. También es poco probable que Lakhbir fuera el Sr. X. Schwartz alegó esto debido a que el Sr. X apareció considerablemente más joven.
También la RCMP conocía acerca de la supuesta confesión durante varios años. A pesar de los desmentidos oficiales, creían que Parmar había sido capturado vivo, interrogado y luego asesinado.
La nueva evidencia fue presentada por los funcionarios de la PHRO, que había llevado a cabo una investigación durante siete años. El expolicía de Panyab Harmail Singh Chandi, que personalmente había participado en la confesión, no testificó. Chandi había viajado a Canadá en junio para presentar las pruebas a la Comisión de Investigación, pero no testificó porque no pudo obtener una garantía de anonimato. La historia se filtró en Tehelka después de su regreso a la India.
La Comisión de Investigación sobre el atentado del vuelo 182 de Air India expresó esta opinión en su expediente:
Talwinder Singh Parmar fue el líder de Babbar Khalsa, una organización pro Khalistán en el corazón del extremismo radical y ahora se cree que fue el líder de la conspiración para realizar atentados en vuelos de Air India.

## Prueba de perjurio contra Reyat
En febrero de 2006 Inderjit Singh Reyat fue acusado de perjurio respecto a su testimonio en el juicio. La acusación fue presentada en la Corte Suprema de la Columbia Británica y enumera 27 casos en los que él presuntamente mintió durante su testimonio. Reyat se había declarado culpable de elaborar artefactos explosivos, pero negó bajo juramento tener conocimiento acerca de la conspiración.
En el veredicto, el juez Ian Josephson dijo:
"Me parece que es un mentiroso absoluto bajo juramento. Incluso el más atento de los oyentes podría sólo concluir, como yo, que su evidencia fue fabricada de forma patente y patéticamente, en un intento de minimizar su participación en el hecho a un grado extremo, al tiempo que se niega a revelar información pertinente que claramente posee".
El 3 de julio de 2007, con las actuaciones de perjurio pendientes, a Reyat se le denegó la libertad condicional por el National Parole Board, que llegó a la conclusión de que era un constante riesgo para el público. La decisión significaba que Reyat tendría que cumplir su sentencia de cinco años, que finalizó el 9 de febrero de 2008.
Reyat fue condenado por perjurio el 19 de septiembre de 2010 y espera sentencia.

## La confesión
La supuesta confesión presentó la siguiente historia:
"Alrededor de mayo de 1985, un funcionario de la Federación Internacional de la Juventud Sikh vino a mí (Parmar) y se presentó como Lakhbir Singh y me pidió ayuda en la realización de actividades violentas para expresar el resentimiento de los sikh. Yo le dije que viniera después de unos días, por lo que podría prever dinamita y baterías. Me dijo que primero querría ver un ensayo de la explosión. Después de alrededor de cuatro días, Lakhbir Singh y otro joven, Inderjit Singh Reyat, llegaron a mí. Fuimos a la selva (de la Columbia Británica). Allí nos llevamos un cartucho de dinamita con una batería y desencadenó una explosión. Lakhbir Singh, Inderjit Singh y otro cómplice, Manjit Singh, hicieron un plan para colocar bombas en aviones de Air India que salieran del Aeropuerto de Toronto a través de Londres y Delhi, y otro vuelo que iba a salir del Aeropuerto de Tokio a Bangkok. Lakhbir Singh reservó un asiento desde Vancouver a Tokio, y a continuación desde Tokio a Bangkok, mientras que Manjit Singh reservó un asiento desde Vancouver a Toronto y de Toronto a Delhi. Inderjit había preparado las maletas para los vuelos con dinamita, equipados con una batería y un transistor."
Lakhbir Singh Brar Rode, que es el jefe de la organización terrorista prohibida, Federación Internacional de la Juventud Sikh, tiene una boleta roja de Interpol n° 23/1/1997 en su contra. En 1998 fue arrestado por llevar 20 kg de explosivos RDX cerca de Katmandú, Nepal. La PHRO ha declarado que en el momento del atentado, Rode era un agente encubierto de la India y que Parmar fue asesinado con el fin de proteger su identidad y la función de la India en el atentado. Muchos de los detalles de esta historia no parecen estar en consonancia con otros medios de prueba disponibles con el equipo anterior de investigación.

## Conocimientos del Gobierno anterior
El Gobierno de Canadá había sido advertido por el Gobierno de la India sobre la posibilidad de bombas terroristas a bordo de los vuelos de Air India en Canadá. Y más de dos semanas antes del atentado, el CSIS informó a la RCMP que la potencial amenaza para Air India, así como las misiones de la India en Canadá, era alta.

## Evidencia destruida
En su veredicto, Josephson citó negligencia inaceptable por el CSIS cuando cientos de "pinchazos" telefónicos de los sospechosos fueron destruidos. De los 210 pinchazos que fueron grabados durante los meses previos y posteriores al atentado, 156 fueron borrados. Estas cintas siguieron borrándose incluso después de que los terroristas se convirtieran en los principales sospechosos en el atentado.
El CSIS afirma que los pinchazos no contienen ninguna información pertinente, pero un memo de la RCMP afirma que existe una fuerte posibilidad de que el CSIS retuviera las cintas entre marzo y agosto de 1985, en un enjuiciamiento de por lo menos algunos de los autores intelectuales del atentado que se llevó a cabo.
Los sospechosos eran aparentemente conscientes de que estaban bajo vigilancia, porque utilizaban teléfonos públicos y hablaban en código.

## Testigo asesinado
Tara Singh Hayer, el editor de Times India - Canadá y un miembro de la orden de la Columbia Británica, había proporcionado una declaración jurada a la RCMP en 1995 alegando que estuvo presente durante una conversación en la que Bagri había admitido su participación en los atentados.
Mientras, en las oficinas de Londres del editor Tarsem Singh Purewal, Hayer afirma que escuchó una reunión entre Purewal y Bagri. En esa reunión Hayer afirma que Bagri declaró que "si todo había ido como estaba previsto, el avión volaría a Heathrow sin pasajeros a bordo. Pero en el lapso de media hora a tres cuartos de hora de retraso, el avión explotó sobre el océano".
El 24 de enero del mismo año, Purewal fue asesinado cerca de las oficinas del periódico Des Pardes, en Southall, Inglaterra, dejando a Hayer como el otro testigo.
El 18 de noviembre de 1998, Hayer fue hallado muerto al salir de su vehículo en el garaje de su casa en Surrey. Hayer previamente había sobrevivido a un intento de homicidio en 1988; estaba paralizado y utilizaba una silla de ruedas. Como consecuencia de su asesinato, la declaración jurada fue descartada como prueba.

## Conexión del CSIS
Durante una entrevista con Bagri el 28 de octubre de 2000, agentes de la RCMP describen a Surjan Singh Gill como un agente para el CSIS, diciendo que la razón de su renuncia a la Babbar Khalsa era porque sus controladores del CSIS lo echaron fuera.
Tras el fracaso posterior del CSIS para detener el atentado del vuelo 182 de Air India, la directiva del CSIS fue asumida por Reid Morden. En una entrevista para el programa de noticias The National de la CBC, Morden afirma que el CSIS "tiró la bola" en su manejo del caso. Un Comité de Examen de la Inteligencia de Seguridad desconectó al CSIS de cualquier fechoría. Sin embargo, ese informe sigue siendo un secreto hasta el día de hoy. El Gobierno de Canadá insiste en que no hubo errores.

## Investigación pública
El 1 de mayo de 2006, el Consejo en la Corona, con la asesoría del primer ministro Stephen Harper, anunció el lanzamiento de una completa investigación pública en el bombardeo, encabezada por el expresidente de la Corte Suprema de Justicia John Major, con el fin de encontrar respuestas a varias preguntas claves sobre el peor crimen masivo en la historia canadiense. Iniciada en junio, la Comisión de Investigación sobre el atentado del vuelo 182 de Air India iba a examinar cómo la legislación canadiense restringió la financiación de grupos terroristas, como protección de testigos que se proporciona en casos de terrorismo, si Canadá necesita actualizar su sistema de seguridad aeronáutica y si se han resuelto en cuestiones de cooperación entre la RCMP, el CSIS y otros organismos encargados de hacer cumplir la ley. También sería un foro en el que los familiares de las víctimas podrían testificar sobre los efectos de los atentados y no se repetiría en los juicios penales.
Finalizadas las investigaciones, el informe salió a la luz el 17 de junio de 2010. Major encontró una serie en cadena de errores cometida por los Ministros de la Corona, la Real Policía Montada de Canadá (RCMP) y el Servicio de Inteligencia y Seguridad de Canadá (CSIS) permitió que el atentado terrorista se llevara a cabo.

## Similitudes con otros vuelos
- 3 años después, el 21 de diciembre de 1988, el vuelo 103 de Pan Am explota sobre Lockerbie, Escocia, matando a todos sus ocupantes, la mayoría estadounidenses, y malogrando la Navidad de sus familias. Al igual que en el vuelo 182 de Air India, la bomba iba en una maleta Samsonite y dentro de un receptor de radio.

- El 27 de noviembre de 1989, el vuelo 203 de Avianca, un Boeing 727, explotó sobre la hacienda Canoas del municipio de Soacha, Cundinamarca. 110 personas a bordo (6 miembros de la tripulación, 101 pasajeros y 3 personas en tierra) fallecieron en este atentado terrorista, que fue ordenado por el Cartel de Medellín y tenía como objetivo al candidato a la presidencia de Colombia César Gaviria, que no iba a bordo del vuelo. A diferencia del vuelo 182 de Air India, la bomba iba dentro de una cámara de video entregada a Alberto Prieto, un joven que había sido engañado y que iba entre los pasajeros a bordo del vuelo 203. Por este suceso fue condenado a cadena perpetua en Estados Unidos Dandenys Muñoz Mosquera, alias "La Quica".

## Filmografía
Este atentado fue reseñado en la 5° temporada de la serie Mayday: Catástrofes aéreas, en el episodio titulado "Evidencia de bomba" en Latinoamérica y en España titulado "Pruebas explosivas", transmitido en National Geographic Channel.

## Galería

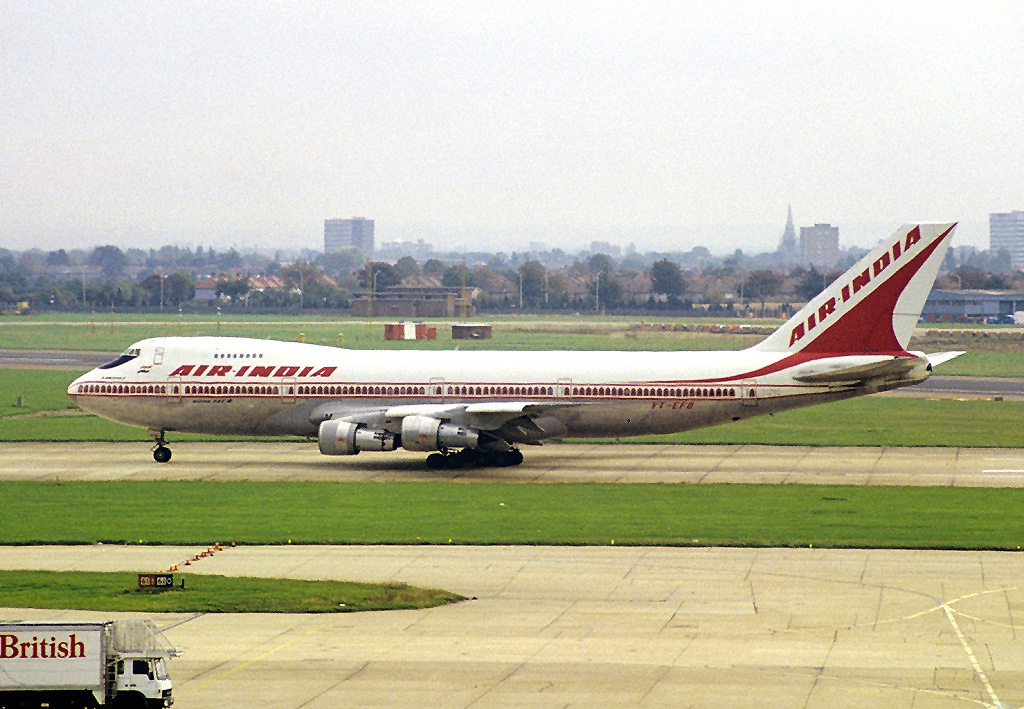
El avión accidentado, fotografiado en octubre de 1981.
Reconstrucción del vuelo 182 de Air India en un hangar.
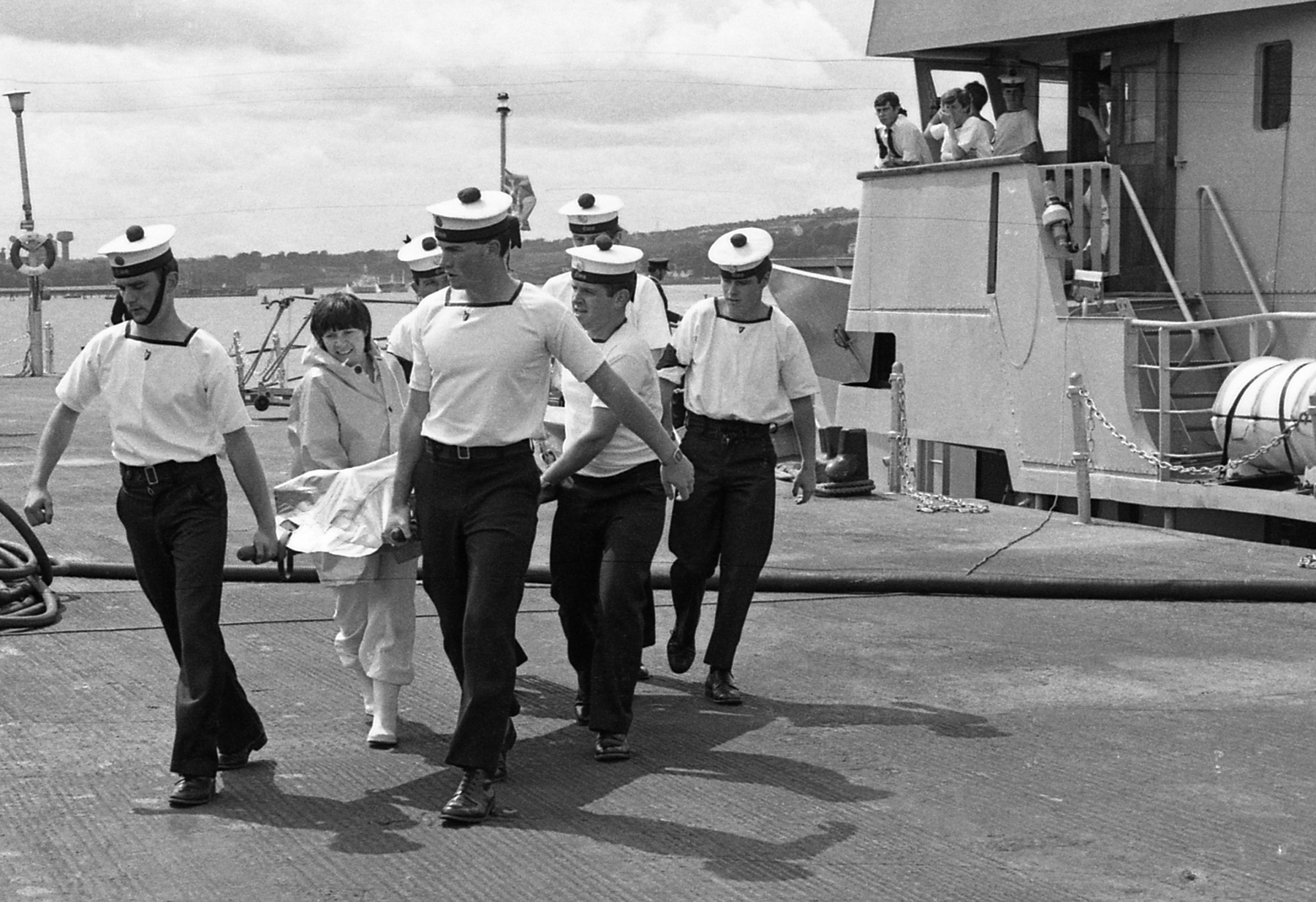
Soldados del Servicio Naval Irlandés recuperando cuerpos del accidente.